# Ololygon pombali
Ololygon pombali é uma espécie de anfíbio da família Hylidae. Endêmica do Brasil, pode ser encontrada na Serra da Canastra no município de Capitólio, no estado de Minas Gerais.